# Граф Росс (Ірландія)

Герб графів Росс.

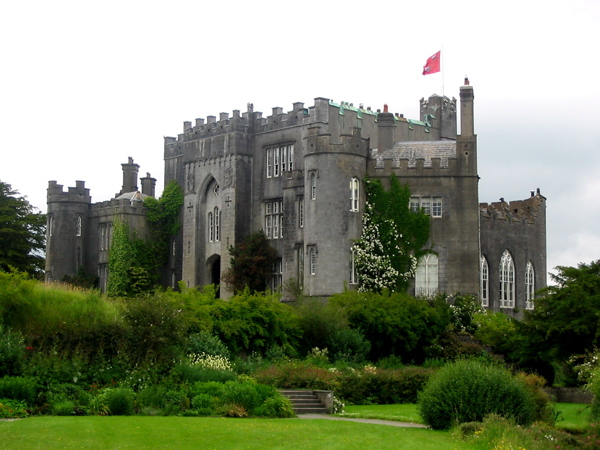
Замок Бірр-Кастл.

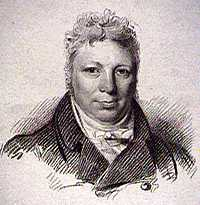
Лоуренс Парсонс – ІІ граф Росс.

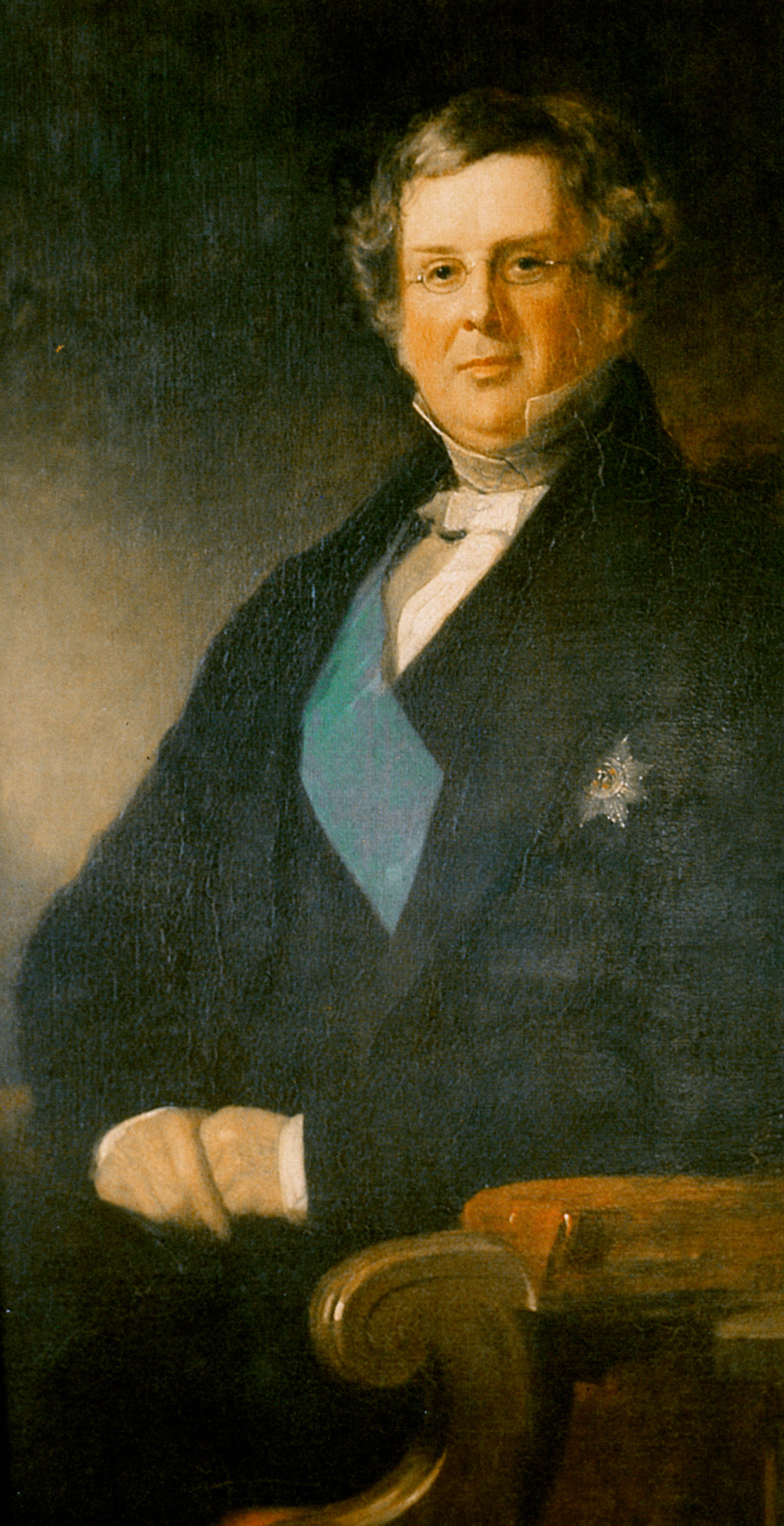
Вільям Парсонс – ІІІ граф Росс.

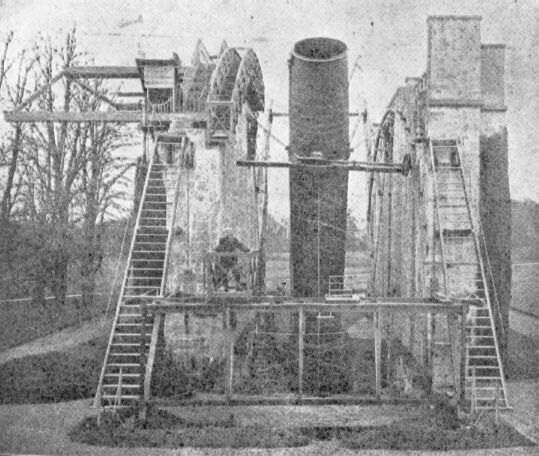
Великий телескоп Вільяма Парсонса.

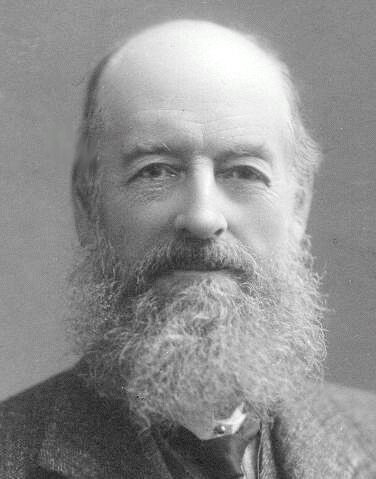
Лоуренс Парсонс – IV граф Росс.

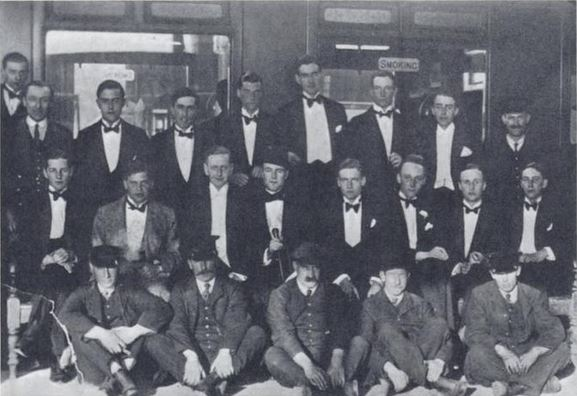
«Залізничний клуб» Оксфорда.

Граф Росс (англ. - ) – аристократичний титул в перстві Ірландії, створювався двічі, обидва рази для родини Парсонів. Топонім Росс відноситься до місцевості Нью-Росс, що в графстві Вексфорд. Саме слово «Росс» в кельтських мовах означало «Земля за лісом». 

## Гасло графів Росс
Pro Deo et patria ad astra – «За Бога і Батьківщину до зірок» (лат.)

## Історія графів Росс
Парсони – аристократична родина англійського походження, корені Парсонів з Дішворт Грейндж, що у Лестерширі. Історії відомо про п’ятьох братів з родини Парсон, що оселилися в Ірландії наприкінці XVI століття. Один із братів – Вільям Парсонс отримав титул баронета Парсон з Белламонту, що в графстві Дублін в ірландському баронетстві у 1620 році. Титул дарував король Англії, Шотландії та Ірландії Яків VI (Яків І). Сер Вільям Парсонс – І баронет Парсонс з Белламонта (бл. 1570 – 1650) отримав посаду лорд-судді Ірландії, цією посадою він володів у 1640 – 1643 роках. Він також служив генеральним землеміром Ірландії та був підприємцем щодо багатьох маєтків. Він був відомим «мисливцем за землею», що конфісковував землю у власників, чиї права власності на землю були визнані сумнівними або просто власники землі були ірландцями – а це вже викликало сумнів, щодо їхніх прав на землю. Особливо скандальною була конфіскація земель ірландського клану О’Бірн. Вільям народився в Англії приблизно в 1570 році, він був старшим сином Джеймса Парсонса та Кетрін Фентон. Його батько був другим сином Томаса Парсонса з Дізворта, Лестершир. Мати Вільяма була дочкою Генрі Фентона та Сесілі Бомонт, сестрою сера Джеффрі Фентона – головного державного секретаря королеви Англії Єлизавети I по Ірландії. Сім’ї обох його батьків були англійцями та протестантами. Вільям Парсонс оселився в Ірландії приблизно в 1590 році, в останні роки правління королеви Англії Єлизавети I. Він став комісаром плантацій – англійських та шотландських колоній в Ірландії, отримав значні землі від Корони. У 1602 році Вільям Парсонс став генеральним землеміром Ірландії. У 1610 році він отримав довічну пенсію в розмірі 30 фунтів стерлінгів на рік. У 1611 році він був разом зі своїм молодшим братом Лоуренсом наглядачем за королівськими землями з гонораром у 60 фунтів стерлінгів на рік. Він був депутатом Палати громад парламенту Ірландії в 1613 – 1615 роках, єдиного ірландського парламенту короля Якова I, як один із двох депутатів від округи Ньюкастл, графство Дублін. Це була одна із 39 нових виборчих округ, які король створив для цього парламенту, намагаючись забезпечити протестантську більшість. У 1615 році Вільям Парсонс одружився зі своєю двоюрідною сестрою Елізабет – старшою дочкою Джона Лені – олдермена Дубліна і племінницею свого дядька по материнській лінії сера Джеффрі Фентона. Цей шлюб зробив його родичем Річарда Бойла – І графа Корк – найбільшого англо-ірландського магната свого часу, з яким він був близький. Вільям і Елізабет мали 12 дітей - 5 синів та 7 дочок. 7 червня 1620 року Вільям Парсонс особисто представив королю Якову І список конфіскованих маєтків і за це був посвячений в лицарі. У 1623 році він прийняв присягу в Таємній Раді Ірландії. У 1633 – 1640 роках, коли лорд Страффорд був всемогутнім в Ірландії, Вільям Парсонс завбачливо не ворогував з ним, але відчував неприязнь і недовіру до «цього дивного чоловіка... лиха для багатьох». Падіння Страффорда зміцнило його позиції в Ірландії. Він був депутатом Палати громад парламенту Ірландії в 1639 – 1649 роках – в другому парламенті короля Карлі І. Разом зі своїм сином Річардом – теж депутатом він представляв графство Віклоу.  Коли спалахнуло повстання за свободу Ірландії в 1642 році Вільям Парсонс виступав за його жорстоке придушення. Він лишався в Ірландії до 1648 року, потім втік до Англії. Помер в січні 1650 року і був похований в соборі святої Маргарити, Вестмінстер. Титул баронета успадкував його онук Вільям, що став ІІ баронетом Парсонс. 
ІІІ баронет Парсон – сер Річард Парсон отримав титул віконта Росс у перстві Ірландії в 1681 році, а ІІ віконт Росс – Річард Парсонс отримав титул графа Росс в перстві Ірландії в 1718 році. Ці титули першого створення зникли після смерті ІІ графа Росс в 1764 році. Річард Парсонс – І граф Росс (1702 – 1741) був відомим масоном, засновником «Клубу пекельного вогню». Народився в Твікенгемі, Міддлсекс, в сім’ї Річарда Парсонса – І віконта Росс (1657 – 1703) та Елізабет Гамільтон – племінниці Сари Дженнінгс, герцогині Мальборо. 16 червня 1718 року він отримав титул графа Росс. Його родина оселилася в Нью-Росс, Ірландія. 25 червня 1714 року він одружився з Мері Полет – онукою І герцога Болтон та маркіза де Монпуйона. Їхній син став ІІ і останнім графом Росс (1716 – 1764) першого створення титулу. Після її смерті 15 серпня 1718 року він одружився з Френсіс Клакстон, яка, як вдова Парсонса, вийшла заміж за віконта Джоселіна, лорда-канцлера Ірландії; вона померла в 1772 році. Річард Парсонс, засновник «Клубу пекельного вогню», був відомим для свого часу розпусником, бунтував проти норм моралі свого часу. Він написав книгу «Повстання Діоніса» після подорожі до Єгипту, де (як він стверджував) знайшов сувої Діоніса, викрадені з Великої бібліотеки Александрії. Після написання своєї книги він заснував Священну секту Діоніса. Відгалуження масонства під назвою «Відроджений орден Діоніса» існує в Новому Орлеані, США. Адепти цього ордену вірять, що масонство є нащадком дохристиянського культу під назвою «Архітектори Діоніса». Цих сектантів надихнула книга Річарда Парсонса, лише дві копії якої існують донині. Річард Парсонс помер 21 червні 1741 року в своєму будинку на Молсворт-стріт, Дублін. Навіть на смертному одрі він зумів утнути злий жарт зі священиками та аристократами Ірландії. 
Сер Лоуренс Парсонс – молодший брат сера Вільяма Парсона – І баронета Парсон оселився в Бірр, що в графстві Кінгс. Пізніше ця місцина стала відома як Парсонстаун. Сер Лоуренс Парсонс був предком молодшої гілки родини Парсон – Парсонси з Бірр. Його онук Лоуренс Парсонс отримав титул баронета Парсонс із замку Бірр, що в графстві Кінгс у баронетстві Ірландії в 1677 році. Під час вільямітських (якобітських) війн в Ірландії в 1689 році  сер Лоуренс Парсонс був засуджений до смертної кари, але вирок так і не був виконаний. Його правнук – ІІІ баронет Парсонс, і його праправнук – IV баронет Парсонс були депутатами Палати громад Ірландії і представляли графство Кінгс. Зведений брат останнього Лоуренс Гарман Парсонс у 1792 році отримав титул барона Оксмантаун в перстві Ірландії. Титул барона успадкував його племінник сер Лоуренс Парсонс, що став V баронетом Парсонс, що успадкував титул баронета від свого батька в 1791 році.
У 1795 році він отримав титул віконта Оксмантаун в перстві Ірландії, з правом успадкування нащадкам чоловічої статі, а в 1806 році він отримав титул графа Росс у перстві Ірландії. Лорд Росс був депутатом Палати лордів парламенту Об’єднаного Королівства Великобританії та Ірландії з 1800 по 1807 рік як один із перших представників Ірландії в Палаті лордів. Після його смерті в 1807 році віконтство зникло, а його спадкоємцем у баронстві та графстві став  його племінник Лоуренс Парсонс – V баронет Парсонс. Він представляв графство Кінгс у британській Палаті громад і засідав у палаті лордів як ірландський пер між 1809 і 1841 роками.
Син ІІ графа Росс – Вільям Парсонс, що став ІІІ графом Росс був відомим астрономом і відомий своєю конструкцією гігантського телескопа «Левіафан Парсонстаун» у своїй резиденції в замку Бірр. Лорд Росс був депутатом Палати лордів від графства Кінгс, був представником Ірландії в Палаті лордів з 1845 по 1867 рік – роки, протягом яких мільйони ірландського населення померли від голоду або емігрували. Він був одним із небагатьох, хто передбачив наслідки картопляної хвороби та намагався попередити британську владу. Він був лордом-лейтенантом графства Кінгс з 1831 по 1867 рік і президентом Королівського товариства з 1849 по 1854 рік. 
Титул успадкував його син Лоуренс Парсонс, що став IV графом Росс. Він був ірландським репрезентативним пером між 1868 і 1908 роками та лордом-лейтенантом графства Кінгс між 1892 і 1908 роками. Його син Вільям Едвард Парсонс – V граф Росс, був ірландським репрезентативним пером з 1911 по 1918 рік і лордом-лейтенантом округу Кінгс з 1908 по 1918 рік. Лорд Росс воював у Першій світовій війні та помер від поранень, отриманих у бою в 1918 році. 
Станом на 2014 рік титули носить його онук – Вільям Клер Леонард Брендан Парсонс – VII  граф Росс, що успадкував титул від свого батька в 1979 році. Коли нинішній граф Росс  працював у Програмі розвитку ООН, він не використовував свій титул графа Росс, воліючи бути відомим під своїм прізвищем Парсонс. 
Сімейна резиденція — замок Бірр, що поблизу селища Бірр, графство Оффалі.

## Баронети Парсонс з Белламонту (1620)
- Сер Вільям Парсонс (1570 – 1650) – І баронет Парсонс з Белламонту
- Сер Вільям Парсонс (помер у 1658 р.) – ІІ баронет Парсонс з Белламонту, онук першого баронета
- Сер Річард Парсон (бл. 1657 – 1703) – ІІІ баронет Парсонс з Белламонту (отримав титул  віконта Росс у 1681 році)

## Віконти Росс (1681)
- Річард Парсонс (бл. 1657 – 1703) – І віконт Росс
- Річард Парсонс (помер у 1741 р.) – ІІ віконт Росс (отримав титул графа Росс у 1718 р.)

## Графи Росс, перше створення титулу (1718)
- Річард Парсонс (помер 1741) – І граф Росс
- Річард Парсонс (бл. 1716 – 1764) – ІІ граф Росс

## Баронети Парсонс з Бірр-Кастл (1677)
- Сер Лоуренс Парсонс (бл. 1637 – 1698) – І баронет Парсонс з Бірр-Кастл
- Сер Вільям Парсонс (помер 1741) – ІІ баронет Парсонс з Бірр-Кастл
- Сер Лоренс Парсонс (1707 – 1756) – ІІІ баронет Парсонс з Бірр-Кастл
- Сер Вільям Парсонс (1731 – 1791) – IV баронет Парсонс з Бірр-Кастл
- Сер Лоуренс Парсонс (1758 – 1841) – V баронет Парсонс з Бірр-Кастл (отримав титул графа Росс в 1806 р.)

## Графи Росс, друге створення титулу (1806)
- Лоуренс Гарман Парсонс (1749 – 1807) – І граф Росс
- Лоуренс Парсонс (1758 – 1841) – ІІ граф Росс
- Вільям Парсонс (1800 – 1867) – ІІІ граф Росс
- Лоуренс Парсонс (1840 – 1908) – IV граф Росс
- Вільям Едвард Парсонс (1873 – 1918) – V граф Росс
- Лоуренс Майкл Гарві Парсонс (1906 – 1979) – VI граф Росс
- Вільям Клер Леонард Брендан Парсонс (нар. 1936) – VII граф Росс

Спадкоємцем титулу є син нинішнього власника титулу – Лоуренс Патрік Парсонс – лорд Оксмантаун (народився в 1969 році). Спадкоємцем спадкоємця титулу є його син – Вільям Чарльз Юфан Парсонс (нар. 2008). 